# Schistochila cunninghamii
Schistochila cunninghamii là một loài rêu trong họ Schistochilaceae. Loài này được Stephani mô tả khoa học đầu tiên năm 1901.